# Целе
Целе (њем. Celle) град је у њемачкој савезној држави Доња Саксонија. Једно је од 24 општинска средишта округа Целе. Према процјени из 2010. у граду је живјело 70.745 становника. Посједује регионалну шифру (AGS) 3351006, NUTS (DE931) и LOCODE (DE CEL) код.

## Географски и демографски подаци
Целе се налази у савезној држави Доња Саксонија у округу Целе. Град се налази на надморској висини од 40 метара. Површина општине износи 175,0 km². У самом граду је, према процјени из 2010. године, живјело 70.745 становника. Просјечна густина становништва износи 404 становника/km².

## Међународна сарадња
| Мјесто         | Држава               | Врста сарадње | Од    |
| -------------- | -------------------- | ------------- | ----- |
| Тјумењ         | Русија               | партнерство   | 1994. |
|                | Пољска               | партнерство   | 1993. |
| Челелигуре     | Италија              | пријатељство  | 1961. |
| Тависток       | Уједињено Краљевство | партнерство   | 1952. |
| Хеменлина      | Финска               | партнерство   | 1972. |
| Мацкерет Батиа | Израел               | партнерство   | 2008. |
|                | Француска            | партнерство   | 1953. |
|                | Француска            | контакт       | 1967. |
| Холбаек        | Данска               | партнерство   | 1980. |
| Свидвин        | Пољска               | контакт       | 1985. |
| Бјалогард      | Пољска               | контакт       | 1985. |
| Тусула         | Финска               | партнерство   | 1987. |
| Суми           | Украјина             | партнерство   | 1990. |
| Извор          |                      |               |       |